# Topelia
Topelia P.M. Jørg. & Vězda (płaszka) – rodzaj grzybów z rodziny Stictidaceae. Ze względu na współżycie z glonami zaliczany jest do grupy porostów.

## Systematyka i nazewnictwo
Pozycja w klasyfikacji według Index Fungorum: Stictidaceae, Ostropales, Ostropomycetidae, Lecanoromycetes, Pezizomycotina, Ascomycota, Fungi.
Synonimy nazwy naukowej: Clathroporinopsis M. Choisy.
Nazwa polska według W. Fałtynowicza.

## Niektóre gatunki
- Topelia aperiens P.M. Jørg. & Vězda 1984
- Topelia brittonii (Riddle) H. Mayrhofer 1987
- Topelia californica P.M. Jørg. & Vězda 1984
- Topelia heterospora (Zahlbr.) P.M. Jørg. & Vězda 1984
- Topelia nimisiana Tretiach & Vězda 1992
- Topelia rosea (Servít) P.M. Jørg. & Vězda 1984 – płaszka czerwonawa

Nazwy naukowe na podstawie Index Fungorum. Uwzględniono tylko taksony zweryfikowane. Nazwy polskie według W. Fałtynowicza.